# Pactia

Situación aproximada de Pactia, en el norte del Quersoneso tracio.

Pactia (en griego, Πακτύη) es una antigua ciudad griega del Quersoneso tracio.
Es citada en el Periplo de Pseudo-Escílax, en una sucesión de ciudades del Quersoneso tracio formada por Egospótamos, Cresa, Critote y Pactia. Sitúa Pactia a una distancia de cuarenta estadios de Cardia. Estrabón la sitúa en la Propóntide, entre Critote y Macróntico.
Según relata Heródoto, Milcíades ordenó edificar un muro entre Cardia, que se hallaba en la costa del golfo de Melas y Pactia, que se hallaba en el lado de la Propóntide, para evitar que los apsintios pudieran invadir el Quersoneso.
Plinio el Viejo señala que tanto Cardia como Pactia se unieron posteriormente para formar Lisimaquia.
Se desconoce su localización exacta.